# إيكا أندو
إيكا أندو (باليابانية: 安藤あいか؛ بالكانا: あんどう あいか) هي مصارعة محترفة يابانية، ولدت في 9 يوليو 1984 في طوكيو في اليابان.

## وصلات خارجية
- إيكا أندو على موقع CageMatch worker (الإنجليزية)

- إيكا أندو على موقع IMDb (الإنجليزية)
- إيكا أندو على موقع ميوزك برينز (الإنجليزية)
- إيكا أندو على موقع قاعدة بيانات الفيلم (الإنجليزية)